# Arndís Halla
Arndís Halla Ásgeirsdóttir (nascida em 1969) é uma cantora soprano de ópera islandesa, e se tornou conhecida como “A Voz de Apassionata”, por ser a principal cantora do grupo de shows “Apassionata”, em 2003. Após estudar e realizar na Alemanha, ela voltou para a Islândia em 2012, onde ela agora guia e diverte turistas.

## Biografia
Nascida em 9 de dezembro de 1969, Arndís Halla Ásgeirsdóttir foi criada em Reiquiavique, onde frequentou a Söngskólinn (Academia de Música e Artes Vocais de Reiquiavique). Ela concluiu seus estudos na Alemanha, onde ela se formou em 2000 na Universidade das Artes de Berlim. Enquanto estudava, foi convidada por Harry Kupfer para se juntar a Komische Oper Berlin.
Sua reputação internacional iniciou com sua atuação como a Rainha da Noite de A Flauta Mágica (ópera de Mozart) em vários locais, incluindo na Ópera Islandesa em 2001. Seu sucesso foi reforçado por outras atuações em locais como Praga, Monte Carlo e na Coreia do Sul. Em 2007 ela apresentou-se na abertura do Festival de Cinema de Veneza. De volta na Islândia, ela apareceu em Ariadne auf Naxos e assumiu o papel de Liederista em Evita.
Em 2003, ela juntou-se à "Apassionata", uma família voltada aos espetáculos e do entretenimento com cavalos, atuando como a principal cantora até 2011. Como resultado, ela publicou vários álbuns, incluindo Óður (2007), Edda (2008), Keep a Walking (2012) e Ístónar (2014).
Em 2012, ela voltou para a Islândia, onde ela atualmente trabalha como guia turística e de entretenimento para passageiros que falam alemão no cruzeiro "Oceano de Diamante", que dá voltas ao redor da ilha. Ela gosta especialmente da música islandesa, e recebe a chance de voltar de noite para o seu próprio apartamento após trabalhar no navio durante o dia.
| Discografia     |  | Ano  |  |
| --------------- |  | ---- |  |
| Four Seasons    |  | 2004 |  |
| Óður            |  | 2007 |  |
| Edda            |  | 2008 |  |
| Keep on Wakling |  | 2012 |  |
| Ístónar         |  | 2014 |  |